# Iōjima
Iōjima o Iō-jima (en japonés: 硫黄島; también conocida como Satsuma Iojima y Tokara Iojima, es una isla en el grupo de Islas Ōsumi situadas en la parte norte de las islas Satsunan. Junto con Takeshima y Kuroshima, es parte de la villa de tres islas de Mishima, en la prefecurura de Kagoshima al sur de Japón.
Iojima tiene 5,5 kilómetros (3,4 millas) de longitud de este a oeste y 4,0 kilómetros (2,5 millas) de norte a sur. Tiene un perímetro de 14,5 kilómetros (9,0 millas) y una superficie de 11,65 kilómetros cuadrados (4,50 millas cuadradas). Tiene una población de 142 habitantes. Shōwa Iojima, una pequeña isla deshabitada, está cerca de la costa hacia el norte.